# Rumänische Fußballmeisterschaft 1927/28
Die Finalspiele um die Rumänische Fußballmeisterschaft 1927/28 fanden vom 24. Juni bis zum 29. Juli 1928 statt. In zwölf regionalen Vorausscheidungen wurden die Teilnehmer ermittelt, die im K.-o.-System um die Meisterschaft spielten. Es fand jeweils nur ein Spiel statt. Falls dabei auch nach Verlängerung keine Entscheidung herbeigeführt werden konnte, fand am nächsten Tag am selben Ort ein Wiederholungsspiel statt. Meister wurde Colțea Brașov, nachdem der Titelverteidiger Chinezul Timișoara bereits im Viertelfinale ausgeschieden war.

## Teilnehmer
| Region    | Sieger                         |
| --------- | ------------------------------ |
| Arad      | Jiul Lupeni                    |
| Brașov    | Colțea Brașov                  |
| Bukarest  | Olimpia Bukarest               |
| Cernăuți  | Polonia Czerniowce             |
| Chișinău  | Mihai Viteazul Chișinău        |
| Cluj      | România Cluj                   |
| Craiova   | Craiovan Craiova               |
| Galați    | Dacia Vasile Alecsandri Galați |
| Iași      | Concordia Iași                 |
| Oradea    | Stăruința Oradea               |
| Sibiu     | Șoimii Sibiu                   |
| Timișoara | Chinezul Timișoara             |

## Ergebnisse

### Vorrunde
|                                | Ergebnis             |                  |
| ------------------------------ | -------------------- | ---------------- |
| Dacia Vasile Alecsandri Galați | 2:4 n. V. (2:2, 1:1) | Olimpia Bukarest |
| România Cluj                   | 3:2 (2:2)            | Stăruința Oradea |
| Craiovan Craiova               | 2:4 (2:2)            | Șoimii Sibiu     |
| Mihai Viteazul Chișinău        | 9:1 (5:0)            | Concordia Iași   |

### Viertelfinale
|                         | Ergebnis             |                    |
| ----------------------- | -------------------- | ------------------ |
| Mihai Viteazul Chișinău | 5:2 (2:1)            | Polonia Czerniowce |
| Olimpia Bukarest        | 2:3 n. V. (2:2, 0:1) | Colțea Brașov      |
| Șoimii Sibiu            | 2:2 n. V. (2:2, 1:2) | Chinezul Timișoara |
| România Cluj            | 0:2 (0:0)            | Jiul Lupeni        |

#### Wiederholungsspiel
|              | Ergebnis             |                    |
| ------------ | -------------------- | ------------------ |
| Șoimii Sibiu | 4:3 n. V. (3:3, 0:2) | Chinezul Timișoara |

### Halbfinale
|               | Ergebnis  |                         |
| ------------- | --------- | ----------------------- |
| Colțea Brașov | 6:4 (3:2) | Mihai Viteazul Chișinău |
| Jiul Lupeni   | 1         | Șoimii Sibiu            |

### Finale
|               | Ergebnis  |             |
| ------------- | --------- | ----------- |
| Colțea Brașov | 3:2 (2:1) | Jiul Lupeni |